# Witk IV

Herb Witk IV

Witk IV (Wittke, Wittken) – kaszubski herb szlachecki. Reprezentuje ostatni etap ewolucji herbu Witk.

## Opis herbu
Herb występował przynajmniej w czterech wariantach. Opisy z wykorzystaniem zasad blazonowania, zaproponowanych przez Alfreda Znamierowskiego:
Witk IV (Wittke, Wittken): W polu srebrnym trzy strzały czerwone na opak w pas. Klejnot: nad hełmem w koronie trzy strzały czerwone w wachlarz. Labry czerwone, podbite srebrem.
Witk IV a (Wittke): W polu błękitnym trzy strzały złote na opak w wachlarz. Klejnot: nad hełmem w koronie trzy strzały srebrne w wachlarz. Labry błękitne, podbite srebrem.
Witk IV b (Wittke, Wittken): W polu trzy strzały w pas. Klejnot: nad hełmem bez korony trzy strzały w pas. Barwy nieznane. Labry nieznanej barwy.
Witk IV c (Wittk-Jeżewski, Wittken, Jeżewski II): W polu srebrnym, nad pagórkiem zielonym, trzy strzały czerwone w wachlarz. Bezpośrednio nad tarczą korona szlachecka, klejnot i labry brak.

## Najwcześniejsze wzmianki
Wariant pierwszy, IVb i IVc przytaczają Nowy Siebmacher i Żernicki (Der polnische Adel). Wariant pierwszy podaje także Franz Schulz (Geschichte des Kreises Lauenburg in Pommern). Pochodzi on z pieczęci Karla Heinricha von Wittke z 1772. Wariant IV a pochodzi z witraża okna Sali Rajców datowanego na 1900.

## Herbowni
Witk (Vietken, Vitcen, Vithken, Vitken, Witcken, Witek, Witka, Witke, Wittk, Wittke, Wittken, Wyt, Wyta) bez przydomków lub z przydomkiem nieznanym. Wariant pierwszy był w użyciu przez Karla Heinricha von Wittke z linii C w Jeżewie. Po sprzedaży działów w Jeżewie nabył on dobra w Przebędowie, gdzie założył kolejną linię Witków. Wariant IVa należał do fundatora witraża, Albrechra von Wittke z Przebędowa. Warianty IVb i IVc używane były przez Witków z Jeżewa. Wariant IVc uznawał za swój herb także  Jan Jeżewski, dziedzic Salna i Ostrowitego, a więc herbowny nie noszący nawet przydomku Witk.
Wszystkie gałęzie rodu używały początkowo herbu Witk (do ok. 1600), z czasem jednak zaczął przechodzić ewolucję (herby Witk II, Witk III, Witk IV, Witk V), a ponadto niektóre gałęzie przybierały inne herby (Chośnicki Witków-Chośnickich, Jeżewski Ib Witków-Jeżewskich w dziale A Jeżewa).